# The Young Emigrants
The Young Emigrants – utwór Catharine Parr Traill, stylizowany na dziennik. Opisuje życie imigrantów przybyłych do Kanady w optymistycznym tonie. The Young Emigrants zostali wydani w 1826.